# Theodor-Heuss-Haus

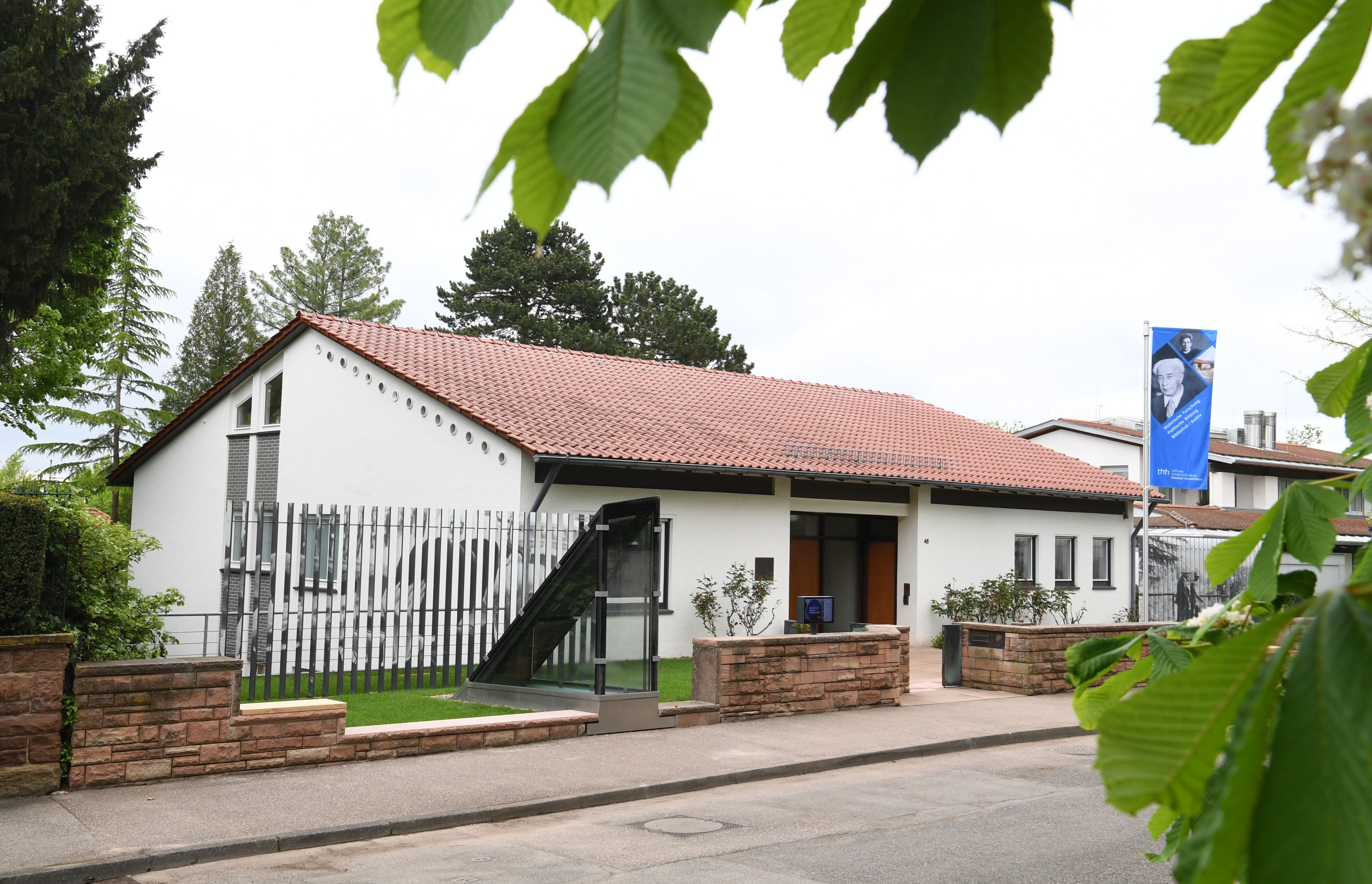
Theodor-Heuss-Haus

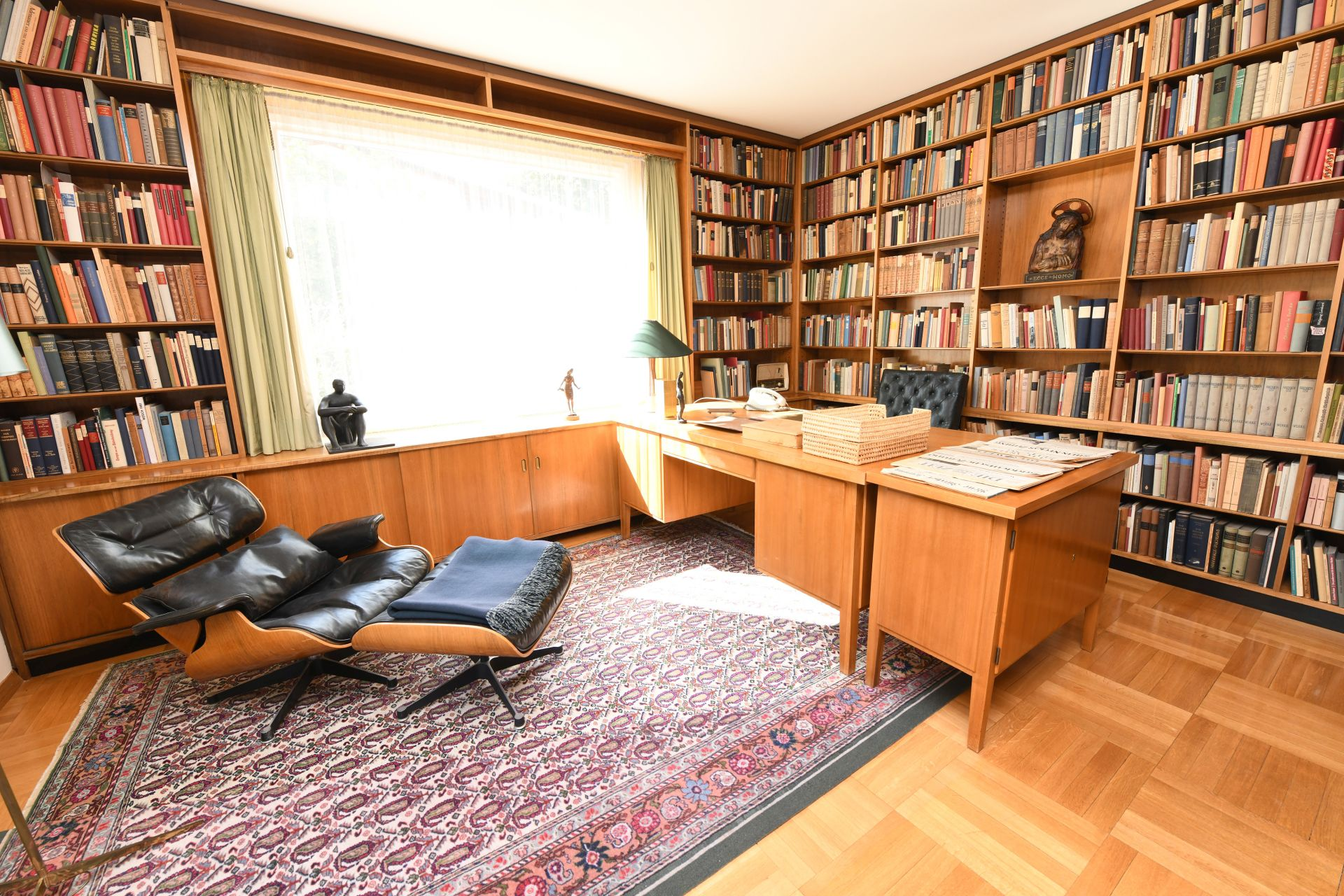
Rekonstruiertes Arbeitszimmer von Theodor Heuss

Als Theodor-Heuss-Haus wird das letzte Wohnhaus des ersten Bundespräsidenten Theodor Heuss (1884–1963) am Stuttgarter Gähkopf bezeichnet. Das Gebäude liegt im Feuerbacher Weg 46, in der Feuerbacher Heide. Seit 1995 befindet es sich im Besitz der Stiftung Bundespräsident-Theodor-Heuss-Haus, die das Haus als Museum und Veranstaltungsort nutzt.

## Geschichte
Anfang der 1950er Jahre beschloss der damalige Bundespräsident Theodor Heuss gemeinsam mit seiner Ehefrau Elly Heuss-Knapp, den Ruhestand in Stuttgart zu verbringen. Hierzu ließ er ein Bungalow-Gebäude in begehrter Hanglage errichten in unmittelbarer Nähe der 1923 errichteten Villa Porsche. Nach dem Tod seiner Frau im Jahr 1952 und im Anschluss an das Ende seiner zweiten Amtszeit bezog Heuss das Haus im Jahr 1959. Er lebte dort bis zu seinem Tod 1963.
Danach wurde das Haus mehrere Jahre durch das neu gegründete Theodor-Heuss-Archiv genutzt, um den Nachlass des Altbundespräsidenten zu systematisieren, zu erforschen und teilweise zu veröffentlichen. Das Archiv wurde im Juni 1971 aufgelöst und das Haus in den 1970er und -80er Jahren privat vermietet.
Mitte der 1990er Jahre erwarb die Stiftung Bundespräsident-Theodor-Heuss-Haus das Gebäude und ließ es nach den Plänen des Stuttgarter Architekturbüros Behnisch & Partner umbauen, sanieren und um einen Anbau erweitern. Die erste ständige Ausstellung mit dem Titel Theodor Heuss. Publizist, Politiker, Präsident wurde am 8. März 2002 durch Bundespräsident Johannes Rau eröffnet und war bis 2021 zu besichtigen. Daneben wurden drei Zimmer mit originalen Möbeln, Kunstwerken und Erinnerungsstücken von Theodor Heuss im Stil der 1950er Jahre rekonstruiert.
Das Theodor-Heuss-Haus bietet außerdem Bildungsprogramme und Führungen an, die Geschichte und Demokratie für verschiedene Zielgruppen erfahrbar machen sollen. Workshops richten sich an Schulen, um politische Bildung zu fördern, und eine mobile Ausstellung ermöglicht einen flexiblen Zugang. Weitere Projekte sollen den Austausch zur Demokratiegeschichte und -beteiligung stärken, sowohl regional als auch bundesweit.
Seit November 2021 wurde das Theodor-Heuss-Haus umfassend renoviert und im Mai 2023 durch Bundespräsident Frank-Walter Steinmeier wiedereröffnet.

## Museum
Seit der Neueröffnung sind im Theodor-Heuss-Haus unter anderem eine ständige Ausstellung unter dem Titel Demokratie als Lebensform. Theodor Heuss und Elly Heuss-Knapp sowie ein Ausstellungsraum zum Amt des Bundespräsidenten zu sehen. Daneben können die Wohnräume und der umgestaltete Garten besichtigt werden.
Die Wohnräume mit zahlreichen Kunstwerken bekannter Künstler des 20. Jahrhunderts geben einen Eindruck von Heuss’ Lebensstil und vom bürgerlichen Wohnen um 1960. Im Arbeitszimmer ist die historisch-politische Privatbibliothek des Bundespräsidenten zu sehen.